# Ingrid Kup
Ingrid Kup (* 11. April 1954 in Goor, Overijssel) ist eine niederländische Pop- und Schlagersängerin.

## Leben und Wirken
Ingrid Kup war von 1975 bis 1977 Sängerin bei Big Mouth & Little Eve zusammen mit Willem Duyn, danach wurde sie als Solistin aktiv. 1978 erschien die Single I Need Your Love Tonight unter dem Pseudonym Evie Adams.
Zwischen 1980 und 1983 folgten einige Singleveröffentlichungen unter ihrem bürgerlichen Namen. 1982 erschien das einzige Soloalbum Feel Me. Als Produzent fungierte Frank Duval. Der Titel Love What´s Your Face erreichte 1981 Platz 1 in den schweizerischen Charts.